# 머미 브라운
머미 브라운(영어: mummy brown, "미라 갈색")은 이집션 브라운(Egyptian brown) 또는 카푸트 모르투움(Caput Mortuum)이라고도(p. 254) 하며, 색조에서 번트 엄버와 로 엄버의 중간에 위치하는 투명도가 좋은 갈색 역청질 안료이다. 이 안료는 미라의 살점에 백색 피치와 몰약을 혼합하여 만들었다. 머미 브라운은 18세기 중반부터 19세기까지 매우 인기가 있었다. 그러나 새로운 미라의 공급이 줄어들었고, 예술가들은 이 안료의 내구성과 마감 효과에 만족하지 못했다. 1915년경에는 수요가 크게 감소했다. 20세기 중반에 이르러서는 공급업체들이 더 이상 이 안료를 제공하지 않게 되었다.(p. 82)
머미 브라운은 라파엘 전파가 가장 선호하는 색상 중 하나였다. 외젠 들라크루아, 윌리엄 비치, 에드워드 번존스, 로런스 알마타데마, 마르탱 드롤링 등 많은 예술가들이 이 색을 사용했다.

## 역사

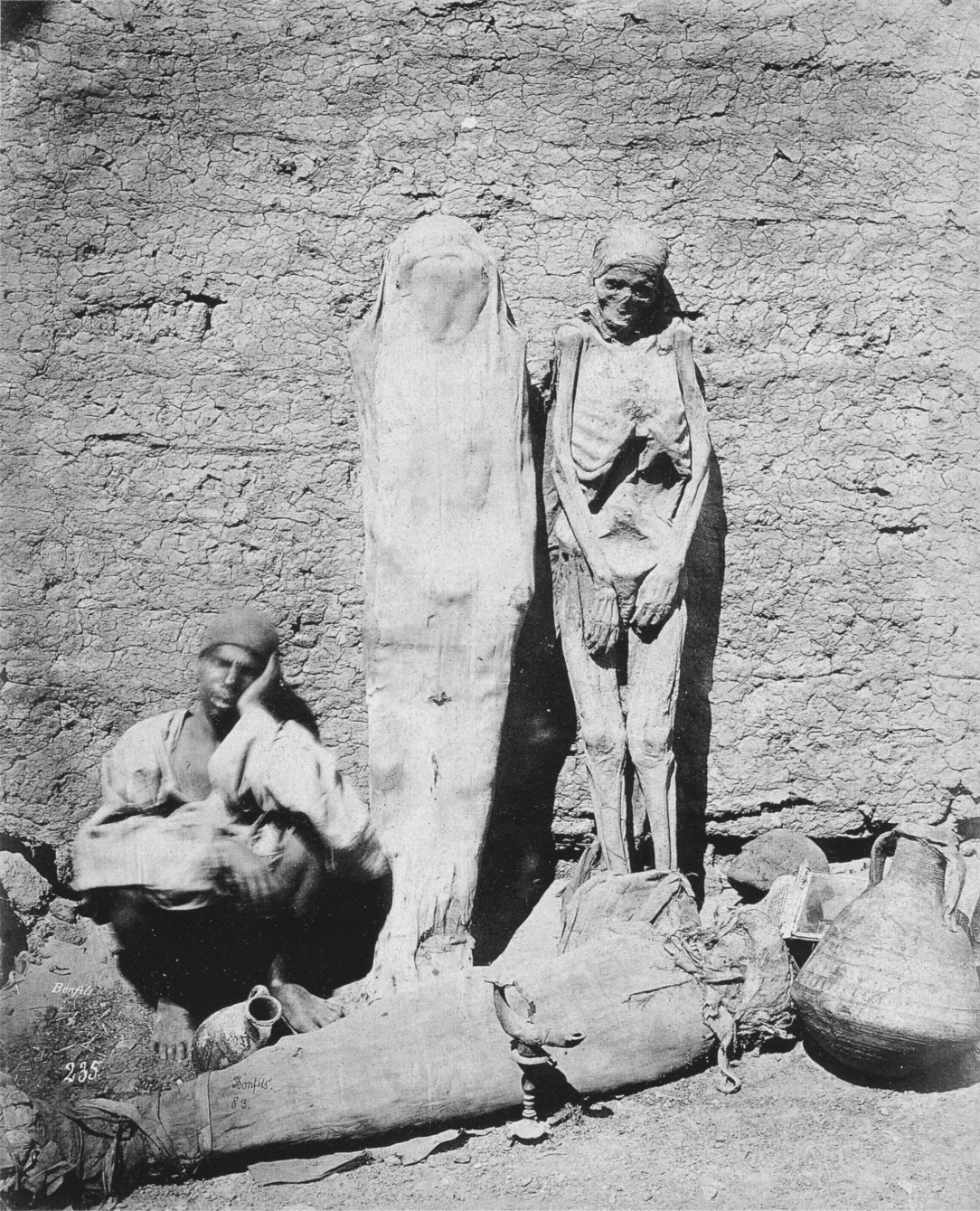
이집트 미라 판매상(1875년, 펠릭스 본필스 촬영)

'머미 브라운'이 안료로 사용되기 전, 이집트 미라는 약용 특성으로 잘 알려져 있었다. 사람들은 미라에서 추출한 물질을 치통부터 이질에 이르기까지 다양한 의료 문제를 치료하는 데 사용했다.
머미 브라운의 정확한 사용 시작 시점은 불분명하다. 1594년의 문서에서 머미 브라운을 언급하고 있지만, 그 내용은 12세기로 거슬러 올라가는 문서를 인용한 것이다. 이 안료는 이집트 미라나 카나리아 제도의 관체인 미라(인간과 고양이 모두)의 살점에 백색 피치와 몰약을 혼합하여 만들었다. 머미 브라운 사용에 대한 가장 오래된 기록은 1712년으로 거슬러 올라가는데, 파리의 "아 라 모미"라는 미술용품점에서 물감, 바니시, 분말 상태의 미라를 판매했다. 1797년 런던에서 출간된 《색채 개요》(Compendium of Colours)에서는 왕립예술원의 회장인 벤저민 웨스트가 글레이징 기법으로 사용한 최고급 갈색이 "미라의 살점이며, 살점이 많은 부위가 가장 좋다"고 선언했다.
이 안료는 18세기 중반부터 19세기까지 인기를 누렸다. 그러나 머미 브라운에 대한 수요가 때때로 진품 이집트 미라의 공급량을 초과하여, 간혹 노예나 범죄자의 시신으로 대체되기도 했다.(p. 254) 프랑스 혁명 이후에는 생드니 수도원에 있던 프랑스 왕들의 심장을 꺼내 물감을 만드는 데 사용했다. 1849년경에는 "매우 유행하는"(quite in vogue) 것으로 묘사되었다.
19세기 말에 이르러 머미 브라운은 인기가 시들기 시작했다. 새로운 미라의 공급이 줄어들었고, 예술가들은 이 안료의 내구성과 마감 효과에 만족하지 못했다.(p. 255) 라파엘 전파 화가인 에드워드 번존스는 이 안료의 진정한 출처를 알게 되었을 때 자신의 정원에서 머미 브라운 물감 튜브를 의식적으로 매장했다고 전해진다.(p. 255)
1915년경에는 머미 브라운에 대한 수요가 크게 감소하여 런던의 한 물감 제조업자는 하나의 이집트 미라만으로도 20년간 고객들의 요구를 충족시킬 수 있다고 주장했다. 20세기 초에 이르러서는 사용 가능한 미라의 공급 감소와 수요의 급격한 하락으로 인해 전통적인 형태의 머미 브라운 생산이 대부분 중단되었다.(p. 255)

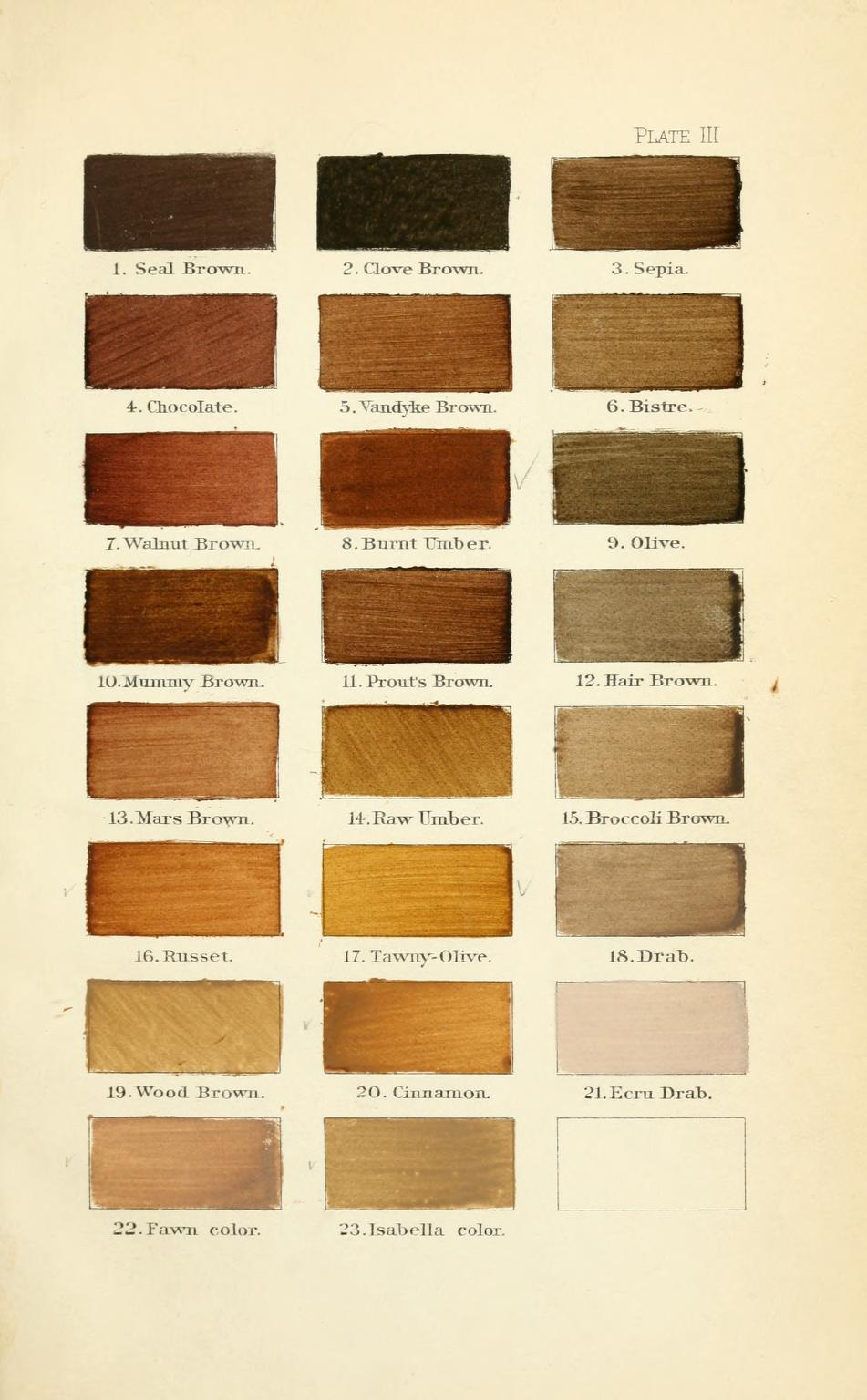
머미 브라운이 다른 갈색 계열과 비교할 수 있도록 카탈로그에 함께 표시되어 있다.

오늘날에는 어떤 물감 가게에서도 머미 브라운을 구입할 수 없다. 1964년 《타임》지는 이 안료의 유일한 공급업체인 런던의 물감 제조사 C. 로버슨이 몇 년 전에 미라가 소진되었다고 보도했다.(p. 82) 1900년대 초에 로버슨에서 구입한 머미 브라운 안료 튜브가 하버드 미술관의 포브스 안료 컬렉션에 전시되어 있다.

## 시각적 특성
고대의 머미 브라운은 따뜻한 생동감이 있는 풍부한 갈색 안료이다. 이 색상은 색조상 번트 엄버와 로 엄버의 중간에 위치한다. 투명도가 좋아서 유화와 수채화에서 글레이징, 그림자, 피부 톤, 음영 표현에 사용할 수 있었다.
현대에 '머미 브라운'이라는 이름으로 판매되는 대체 안료는 고령석, 석영, 침철석, 적철석의 혼합물로 구성되어 있으며, 적철석과 침철석(일반적으로 전체 함량의 60%)이 색상을 결정한다. 적철석의 함량이 많을수록 안료는 더 붉어지며, 다른 성분들은 불활성 물질로서 불투명도나 착색력을 조절할 수 있다. 머미 브라운의 색상은 노란색에서 빨간색, 짙은 보라색까지 다양하며, 짙은 보라색은 보통 "머미 바이올렛"이라고 불린다.

## 내구성
머미 브라운은 내구성이 좋지 않다. 쉽게 바래고 단독으로 사용하면 갈라진다. 그러나 유화 물감과 혼합하면 건조되면서 갈라지는 경향이 줄어든다. 또한 구성과 품질이 매우 가변적이었으며, 암모니아와 지방 입자를 포함하고 있어 함께 사용된 다른 색상에 영향을 미칠 가능성이 있었다.

## 주목할 만한 사례

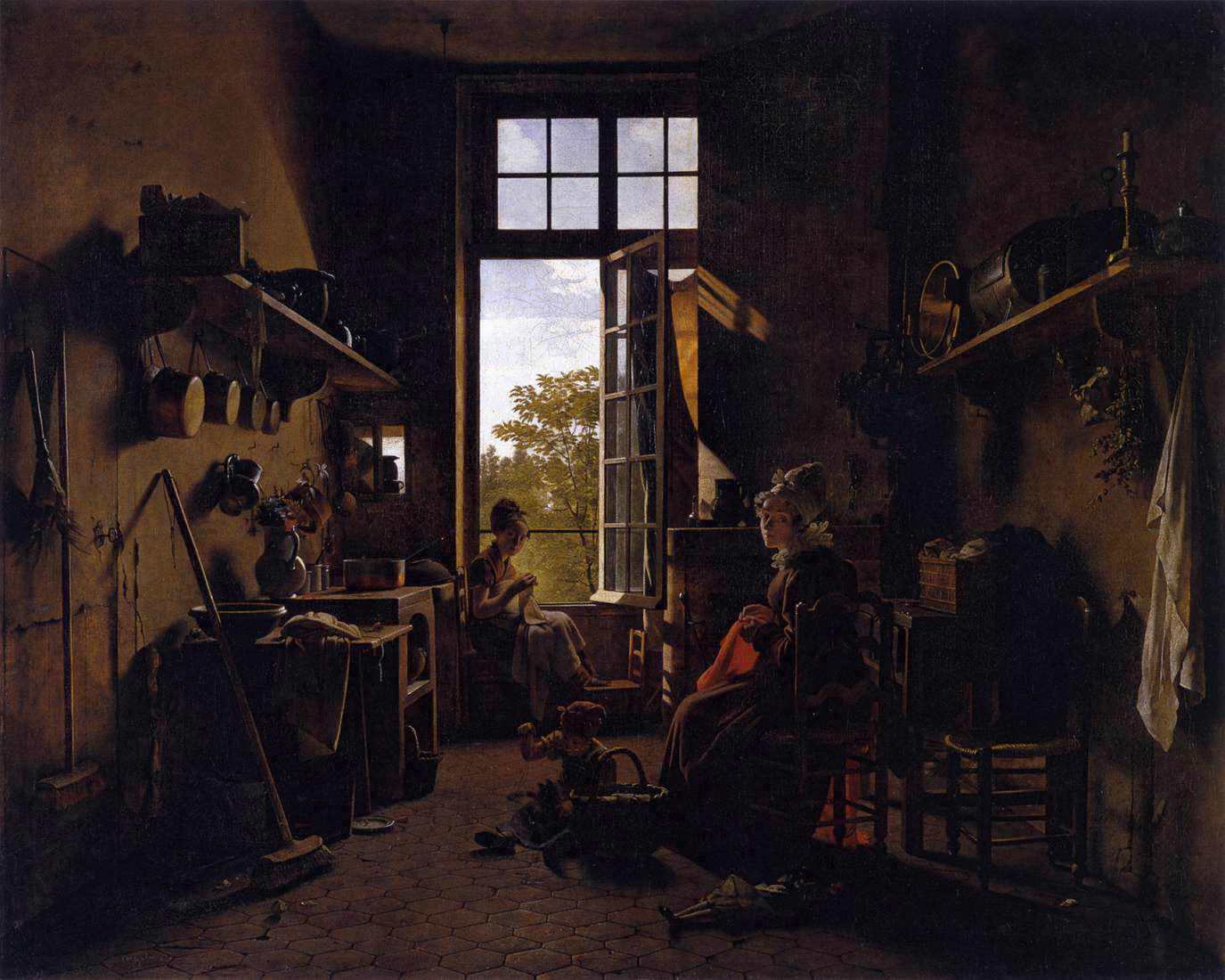
마르탱 드롤링의 《부엌 내부》는 머미 브라운을 광범위하게 사용하여 그려졌을 것으로 여겨진다.

외젠 들라크루아, 윌리엄 비치, 에드워드 번존스, 로런스 알마타데마, 마르탱 드롤링 등의 많은 예술가들이 자신들의 팔레트에 머미 브라운을 사용했다고 여겨진다. 그러나 검사 과정이 파괴적이기 때문에 실제 사용 여부를 검사한 작품은 거의 없다.
이전의 논문과 연구 자료에 포함된 일부 유명 그림들은 시각적 특성을 바탕으로 머미 브라운으로 그려졌을 것으로 여겨진다. 예를 들어 에드워드 번존스의 《아발론에서 마지막 잠에 든 아서》, 마르탱 드롤링의 《부엌 내부》, 외젠 들라크루아의 《민중을 이끄는 자유의 여신》 등이 있다.

외젠 들라크루아의 《민중을 이끄는 자유의 여신》은 "들라크루아가 미라를 갈아서 만든 안료를 사용한 것으로 알려져" 있어서 머미 브라운으로 그려졌다고 주장된다.

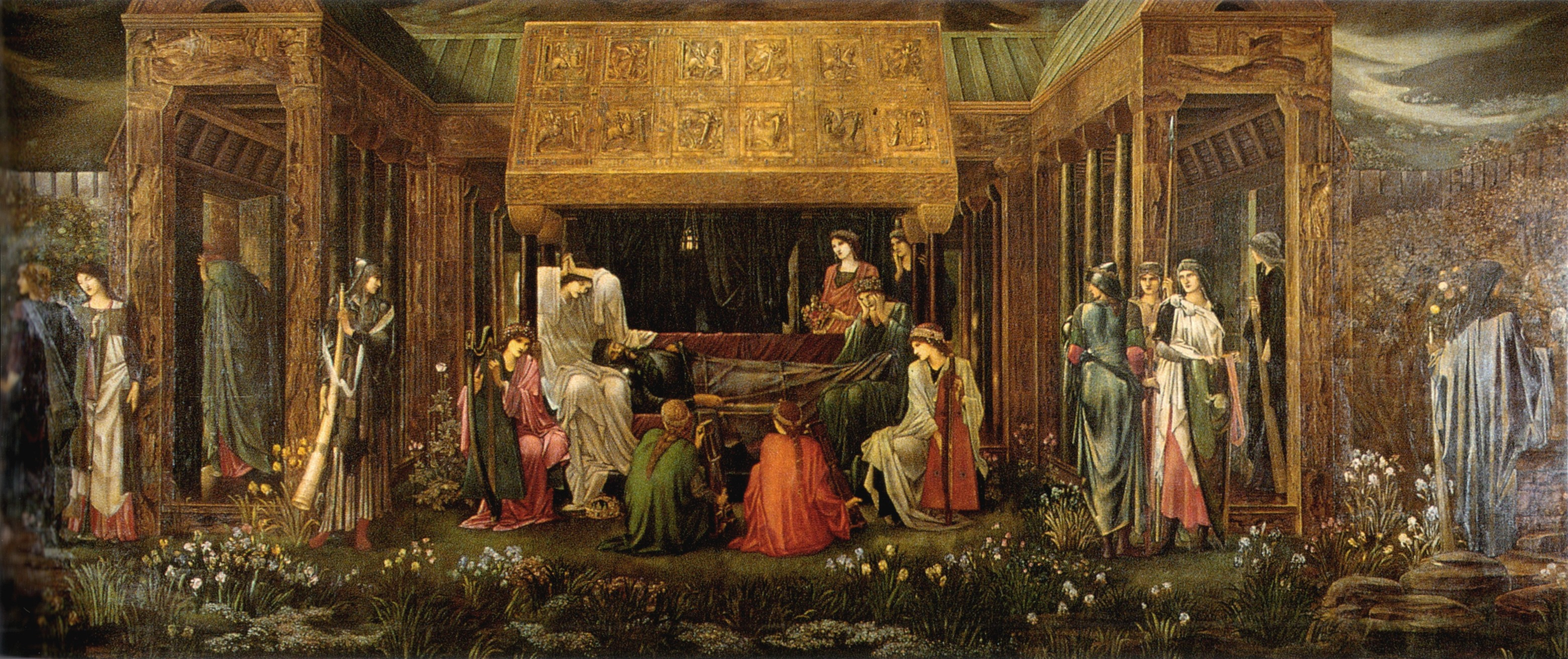
에드워드 번-존스의 《아발론에서의 아서왕의 마지막 잠》은 머미 브라운으로 그려졌을 것으로 보인다.

## 같이 보기
- 카푸트 모르투움 (안료), 카디널 퍼플(추기경 자색)이라고도 알려진 안료
- 무미아, 때때로 미라로 만든 약용 조제품

## 참고문헌
- Eastaugh, Nicholas (2004). 《Pigment Compendium: A Dictionary of Historical Pigments》. Butterworth-Heinemann. 81쪽. ISBN 978-0-7506-5749-5.
- Church, A. H. (1901). 《The Chemistry of Paints and Painting》. London: Seeley and Co.
- Mayer, Ralph (1945). 《A Dictionary of Art Terms and Techniques》. New York: Harper and Row Publishers.